# Carl Lutz (musicus)
Carl Lutz (Spillern, 24 april 1876 – Bad Ischl, 12 augustus 1948) was een Oostenrijks componist, dirigent, muziekuitgever, maar ook bakker.

## Levensloop
Lutz werd op 13-jarige leeftijd wees van moeder en vader. Hij leerde het beroep van bakker en opende in 1898 een eigen bakkerijbedrijf. Een jaar later opende hij ook het restaurant van zijn ouders. 
In 1900 werd hij concertmeester van het kuurorkest in Baden bei Wien. Van 1907 tot 1911 was hij dirigent van de Stadtkapelle Stockerau. Vervolgens werd hij kapelmeester van de Militaire muziekkapel van het k.e.k. Landweer Landsieren Regiment nr. 5. Tussendoor opende hij op 23 maart 1913 nog het door hemzelf opgebouwde bioscoop in Spillern. In 1920 opende hij in Stockerau een theater, dat later veranderd werd in eveneens een bioscoop. 
Als componist schreef hij werken voor harmonieorkest. 

## Composities

### Werken voor harmonieorkest
- 1912 Karl-Franz-Josef-Marsch
- 1927 Stockerauer Landesausstellungs-Marsch
- Köpenicker Wachparade
- Stockerauer Schützenmarsch